# Canton de Nevers-Nord
Le canton de Nevers-Nord est ancien canton français situé dans le département de la Nièvre et la région Bourgogne.

## Géographie
Ce canton est organisé autour de Nevers et est l'un des 13 cantons de l'arrondissement de Nevers.

## Histoire
Le canton de Nevers-Nord est créé par le décret du 16 août 1973 scindant en quatre le canton de Nevers.
Il est supprimé par le redécoupage cantonal de 2014.

## Représentation
| Période | Période | Identité            | Étiquette | Qualité                                                                                                |
| ------- | ------- | ------------------- | --------- | --- |
| 1973    | 2004    | Jean-Pierre Harris  | PS        | Professeur Adjoint au maire de Nevers                                                                  |
| 2004    | 2015    | Jean-Louis Balleret | PS        | Avocat, ancien bâtonnier Ancien adjoint de quartier Nevers-Nord Elu en 2015 dans le Canton de Nevers-1 |

## Composition
| Nom                  | Code Insee | Intercommunalité | Population (dernière pop. légale)              |
| -------------------- | ---------- | ---------------- | ---------------------------------------------- |
| Nevers (chef-lieu)   | 58194      | CA de Nevers     | Fraction : 8 532(2012) Commune : 34 485 (2014) |
| Coulanges-lès-Nevers | 58088      | CA de Nevers     | 3 591 (2014)                                   |

Le canton de Nevers-Nord se composait de :
- la commune de Coulanges-lès-Nevers,
- la portion de territoire de la ville de Nevers déterminée par l'axe des voies ci-après : pont de Chagny à l'intersection de la rue Jean-Gautherin avec la voie ferrée, rue Jean-Gautherin (côté pair), rue de Parigny (côté pair), rue des Chauvelles (côté impair), faubourg de Paris (côté pair), pont de Chagny, faubourg de Paris (côté impair), avenue Colbert (côté pair), rue Paul-Vaillant-Couturier (côté impair), place de Verdun, rue de Lourdes (côté pair), rue Saint-Gildard (côté pair), place de la Fontaine-d'Argent et ligne de chemin de fer jusqu'au pont de Chagny.

## Démographie
| 1962 | 1968 | 1975 | 1982 | 1990 | 1999   | 2006   | 2009 |
| ---- | ---- | ---- | ---- | ---- | ------ | ------ | ---- |
| -    | -    | -    | -    | -    | 13 209 | 12 831 | -    |